# イラクの都市の一覧

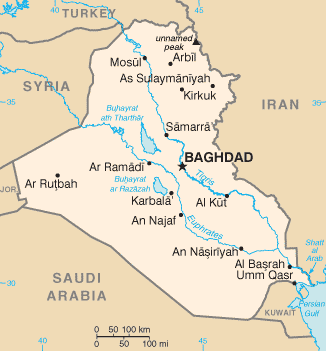
イラクの地図

イラクの都市の一覧。首都・最大都市はバグダード。

## 人口上位10都市(2018年)
| 順位 | 都市         | 人口      | 県             |
| ---- | ------------ | --------- | -------------- |
| 1.   | バグダード   | 8,126,755 | バグダード県   |
| 2.   | モースル     | 3,729,998 | ニーナワー県   |
| 3.   | バスラ       | 2,908,491 | バスラ県       |
| 4.   | ナーシリーヤ | 2,095,172 | ジーカール県   |
| 5.   | ヒッラ       | 2,065,042 | バービル県     |
| 6.   | スレイマニヤ | 2,053,305 | スレイマニヤ県 |
| 7.   | アルビール   | 1,854,778 | アルビール県   |
| 8.   | ラマーディー | 1,771,656 | アンバール県   |
| 9.   | バアクーバ   | 1,637,226 | ディヤーラー県 |
| 10.  | キルクーク   | 1,597,876 | キルクーク県   |

## その他の都市
- イスカンダリーヤ
- ウンム・カスル
- クート
- クーファ
- ザーホー
- サーマッラー
- サマーワ
- ズバイル
- ダウル
- ディーワーニーヤ
- ティクリート
- ドゥジャイル
- ドホーク
- ハディーサ
- ファルージャ